# 勝負師 (映画)
『勝負師』（しょうぶし、仏: Le Joueur、英: The Gambler）は、1958年に公開されたフランスとイタリアの共同制作による映画。ドストエフスキーの長編小説『賭博者』を原作とし、ルーレット賭博に魅せられた人間を風刺した作品。
クロード・オータン＝ララが監督し、ジェラール・フィリップが主演した。
初公開時のフランスでは、937,475人の観客動員を記録した。

## ストーリー
1867年、モスクワ出身の若者アレクセイ・イヴァノヴィッチは、ウラジミール将軍と合うためにドイツのホテルへ行く。
ところが、ウラジミール将軍はフランス軍の将軍デ・グリュウ侯爵に騙されていることに気づかず、伯母のバーブシュカの財産をカタに侯爵から借金をしていた。おまけに、侯爵は将軍の愛人である女山師と付き合っていただけでなく、将軍の養女ポリーヌとも肉体関係を結んでいた。
アレクセイはポリーヌに片思いするも相手にされず、侯爵と女山師の関係を暴露しようとするも失敗し、モスクワへ帰国する。
その後、バーブシュカに雇われた彼は、彼女の遺産を狙う者たちへ復讐を計画した。ある日、ホテル暮らしに飽きたバーブシュカの頼みで賭場へ行くも、彼女は最終的には全財産を使い果たしてしまう。
侯爵はポリーヌとの関係を解消し、抵当を受け取るやパリへと向かう。すると、ポリーヌが侯爵に復讐したいとアレクセイに相談してくる。抵当を取り返す金を得るべくアレクセイは賭場へ行って大金を得るも、約束の時間を過ぎてしまい、そうしている間にポリーヌは自殺してしまう。

## キャスト
※日本語吹替はテレビ版（初回放送1973年3月12日『月曜ロードショー』）
- アレクセイ・イヴァノヴィッチ: ジェラール・フィリップ（吹替：橋爪功）
- ポリーヌ: リーゼロッテ・プルファー（吹替：高井章子）
- 伯母バーブシュカ: フランソワーズ・ロゼー
- ウラジミール将軍: ベルナール・ブリエ
- バグドヴィッチ: ジュリアン・カレット（フランス語版）
- ブランシュ: ナディーヌ・アラーリ（フランス語版）
- ブランシュの母: スザンヌ・ダンテス（フランス語版）
- デ・グリュウ侯爵: ジャン ・ダネ（フランス語版）
- 銀行マネージャー: ジャン・マックス（フランス語版）

## スタッフ
- 監督: クロード・オータン＝ララ
- 製作総指揮：ラルフ・バウム（フランス語版）
- 製作: アンリ・デューチュメイステル（フランス語版）
- プロダクションマネージャー: イヴ・ラプランシュ、アンドレ・ラモ
- 原作: フョードル・ドストエフスキー『賭博者』
- 脚本: ピエール・ボスト、ジャン・オーランシュ（フランス語版）、フランソワ・ボワイエ（フランス語版）
- 撮影：ジャック・ナトー（フランス語版）
- アートディレクター: マックス・ドゥーイ（フランス語版）
- 衣装: ロジーヌ・ドラマール（フランス語版）
- 編集: マドレーヌ・ギュグ（フランス語版）
- 音楽: ルネ・クロエレック（フランス語版）